# Полицейский омбудсмен по Северной Ирландии
Полицейский омбудсмен по Северной Ирландии (OPONI; ирл. Ombudsman Póilíní do Thuaisceart Éireann, Ольстерско-шотландский: Owersman fur tha Polis o Norlin Airlann) — неправительственный публичный орган (NDPB), задачей которого является независимое и беспристрастное рассмотрение жалоб на полицию Северной Ирландии от граждан и сотрудников полиции. Работа органа регулируется законами Police (Northern Ireland) Act of 1998 и 2000 годов.
Законы Северной Ирландии не допускает того, чтобы жалобы граждан на деяния полиции расследовались полицейскими органами. Такие жалобы передаются в офис полицейского омбудсмена для независимого расследования. В офисе работает около 150 сотрудников, около 100 из них относятся к расследовательским подразделениям.
Управление полицейского омбудсмена занимается двумя категориями расследований: по текущим жалобам (действия полиции за предыдущие 12 месяцев) и историческое направление.
Законодательство позволяет офису омбудсмена полиции расследовать серьезные и исключительные вопросы, касающиеся сотрудников полиции, вне зависимости от времени происшествия. К таким вопросам относятся случаи, в которых офицеры полиции могли быть причастны к гибели или серьезным преступлениям. Среди рассматриваемых категорий жалоб: предположительная вовлеченность в убийства, покушения на убийства, заговоры и подстрекательства к убийству. Большая часть исторических расследований связана с инцидентами, произошедшими во времена конфликтов в Северной Ирландии в период между 1968 и 1998 годами (обычно называемые «The Troubles» или Смута).
С момента открытия 6 ноября 2000 года офис полицейского омбудсмена рассматривает от 2.8 до 3.6 тысяч жалоб ежегодно.
Руководители офиса полицейского омбудсмена:
- 1999—2007: Nuala O'Loan[6]
- 2007—2011: Al Hutchinson[7]
- 2012—2019: Michael Maguire[8]
- 2019-н.в.: Marie Anderson